# Fuet

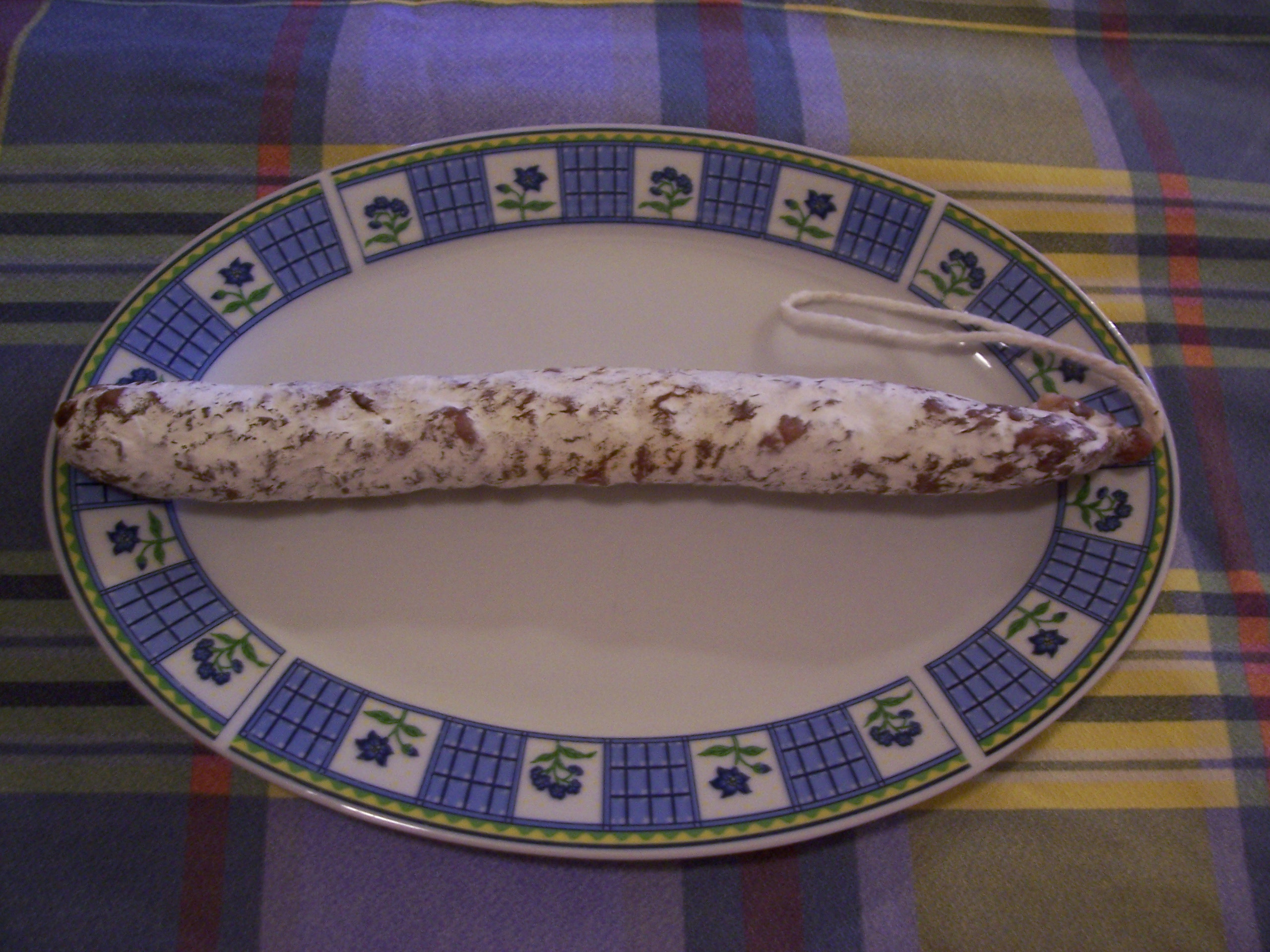
Fuet

Fuet (kat. für ‚Peitsche‘) ist eine aus Katalonien stammende dünne, luftgetrocknete Hart- bzw. Dauerwurst, die mit der Salami verwandt ist und im essbaren Naturdarm gereift wird. In Deutschland wird sie meist als „Fuetec“ angeboten.
Fuet wird aus Schweinefleisch hergestellt, unter anderem mit schwarzen Pfeffer gewürzt und bis zu vier Wochen luftgetrocknet. Typisch für diese Wurst ist ihre vergleichsweise weiche Konsistenz sowie ihr süßlicher Geschmack.
Ein bekannter Herstellungsort ist die in der Grafschaft Osona liegende Stadt Vic, die aufgrund ihrer windgeschützten Lage ideale Bedingungen für den Reifeprozess bietet.